# Epirrhoe myokosana
Epirrhoe myokosana là một loài bướm đêm trong họ Geometridae.